# Klein úr
A Klein úr (Monsieur Klein) 1976-ban bemutatott francia–olasz filmdráma. Joseph Losey a főszereplő Alain Delon felkérésére vállalta a rendezést: Delon a film egyik producere is. A Klein úr hangulatát sokan kafkainak találták, bár a film központi témája nem a főszereplő tévelygése az arctalan Hatalom útvesztőiben, hanem annak érzékeltetése, hogy az embertelenségeket nem lehet közönnyel fogadni, mert bárki lehet bármilyen diszkrimináció áldozata.

## A cselekmény
|  | Alább a cselekmény részletei következnek! |

Párizs, 1942. Robert Klein számára a német megszállás üzlete felvirágzását jelenti. A francia kormány diszkrimináló törvényei miatt ugyanis a zsidók kénytelenek olcsón megválni értékeiktől: Klein úr így például potom pénzért jut értékes művészeti alkotásokhoz. Egy nap azonban a posta egy zsidók között terjesztett folyóiratot kézbesít számára. Klein úr elmegy az újság szerkesztőségébe, hogy tisztázza a félreértést, majd a prefektúrát is felkeresi ugyanezzel a céllal. Kiderül, hogy Párizsban él egy másik Robert Klein is, aki alighanem zsidó származású, és emiatt bujkálni kénytelen. Nem kizárt, hogy fedezékül használja névrokonát. A rendőrség azonban egyre nagyobb figyelmet tanúsít a műkincskereskedő iránt, aki kénytelen az őt addig kevésbé érdeklő származásával foglalkozni. A másik Robert Klein mintha fantom lenne, sehol nem található meg, ismerősei szerint viszont meglehetősen hasonlít a műkincskereskedőre. Robert Klein kitartóan próbálja felkutatni a névrokonát, hogy tisztázza a félreértést, és legfőképpen saját magát, hiszen a tévedés miatt a hatóságok rá is kiterjesztik a diszkriminatív törvényeket…

## Érdekességek
- A forgatókönyv megírásában az ismert rendező, Costa-Gavras is közreműködött, de neve nem szerepel a stáblistán. A rendezésre felmerült Gillo Pontecorvo neve, majd Costa-Gavrast is kiszemelték a feladatra: mindkét rendező politikai vonatkozású filmjeiről ismert.
- A kényes téma és a magas gyártási költség miatt sokáig senki nem vállalta a film finanszírozását.
- Losey korábban már dolgozott együtt Alain Delonnal a Trockij meggyilkolása (1972) című filmben. A közös munka emlékére Delon úgy döntött, hogy Losey-t kéri fel a Klein úr rendezőjének. Delon mindkét Losey-filmben olyan figurákat játszott, akiknek problémáik voltak identitásukkal.
- Losey a főbb szereplőkről, a díszletekről és a megvilágításról angol nyelvű jegyzeteket készített, melyeket a stáb számára franciára fordítottak.
- Delon és Joseph Losey között kisebb konfliktus keletkezett, mert a filmsztár túlságosan bele akart szólni a rendezésbe.
- A vonatindulás jelenetét az Austerlitz pályaudvaron vették fel, de az első felvételi nap eredménytelenül zárult: Alain Delon ugyanis elkésett, és a vonat, aminek az indulását rögzíteni kellett volna, elindult. A jelenetet két héttel később tudták csak felvenni.
- A stadionban játszódó utolsó jelenetet Vincennes-ben vették fel. A drámai események rögzítése során egy férfi statiszta idegösszeomlást kapott: feltehetően újra átélte saját tragikus deportálási élményeit.
- A Klein úr nem fest túl hízelgő képet a francia polgárok viselkedéséről a náci megszállás idején, és ezért a francia sajtó egy része hevesen támadta a filmet és Delont, mondván, hogy a sztár „saját fészkébe piszkít.”

## Magyar kritikai visszhang
„A Klein úr megrendítő vádirat az emberi közömbösség és az egoizmus ellen. E realitást és irrealitást, a konkrétat és az absztraktot mesteri stílusegységbe összeolvasztó film középpontjában egy XIV. Lajosig visszamenő francia és katolikus Klein nevű úr és (név- vagy valóságos) rokona áll. Sorsuk, az Auschwitzba vezető vonaton tragikussá váló egybemosódásig, nemcsak egy társadalmi réteg önzésének és cinizmusának mélyreható ábrázolása, de bravúros lélekrajz is, amely a lelkiismeret-furdalás megrendítő mélységeit tárja fel, helyenként kafkai eszközökkel.”

(Gyertyán Ervin kritikája. In: Népszabadság, 1976. május 28.)
„Klein úr (1977) története – bár őseit XIV. Lajosig visszavezetni tudó elzászi francia, zsidóként bevagonírozzák – ugyancsak józanul ironikus példázat. (Mint ahogy ironikus mindaz a történet, amelyik a dialektikát nem hanyagolja el, és nem hajlandó hősét csakis egyetlen szemszögből szemlélni.) Klein úr önelvesztéséből cseppet sem hiányzik a tragikum. De a komikum sem. Ez brechti történet, ha hajlandók vagyunk végre elfogadni, hogy Brecht nem fölszabdalt epikus történetkezelést és logikai szárazságot kínált nekünk, hanem körmönfont körültekintést. Losey történetein fölszínes pillantásra nem látszik meg rögtön a brechti iskolázottság és a politikai dráma burjánzó évtizedének színházi és agitációs gyakorlata. Mégis, a Klein úr egybevethető azokkal a brechti drámapéldázatokkal, amikben egy küzdésképtelen megalkuvót »átszerelnek« társadalmilag másvalakivé.”

(Molnár Gál Péter: A brechti filmelbeszélő. In: Filmvilág 1980/11, 18–19. o.)

## Szereplők
| Színész              | Szerep                        | Magyar hang    | Megjegyzés                             |
| -------------------- | ----------------------------- | -------------- | -------------------------------------- |
| Alain Delon          | Robert Klein                  | Mécs Károly    |                                        |
| Jeanne Moreau        | Florence                      | Olsavszky Éva  |                                        |
| Francine Bergé       | Nicole                        | Pap Éva        | A stáblistán Francine Berge néven      |
| Juliet Berto         | Jeanine                       | Kiss Mari      |                                        |
| Jean Bouise          | Klein úr egyik ügyfele        | Koltai János   |                                        |
| Suzanne Flon         | a házmesterné                 |                |                                        |
| Massimo Girotti      | Charles                       |                |                                        |
| Michael Lonsdale     | Pierre                        | Gruber Hugó    | A stáblistán Michel Lonsdale néven     |
| Michel Aumont        | tisztviselő a prefektúrán     |                |                                        |
| Roland Bertin        | a zsidó újság szerkesztője    |                |                                        |
| Jean Champion        | hullaházi dolgozó             |                |                                        |
| Etienne Chicot       | rendőr                        |                |                                        |
| Magali Clément       | Lola                          |                | A stáblistán Magali Clement néven      |
| Gérard Jugnot        | a fényképész                  |                |                                        |
| Hermine Karagheuz    | fiatal munkás                 |                |                                        |
| Elisabeth Kaza       | vendég Charles összejövetelén |                |                                        |
| Dany Kogan           | Michelle                      |                |                                        |
| Carole Lange         |                               |                |                                        |
| Lucienne Le Marchand |                               |                | A stáblistán Lucienne Lemarchand néven |
| Jacques Maury        | Montandon professzor          |                |                                        |
| Fred Personne        | A felügyelő                   |                |                                        |
| Francine Racette     | Françoise / Cathy             |                |                                        |
| Rosine Rochette      |                               |                |                                        |
| Isabelle Sadoyan     |                               |                |                                        |
| Louis Seigner        | Robert Klein apja             | Képessy József |                                        |
| Maurice Vallier      |                               |                |                                        |
| Pierre Vernier       | rendőr                        |                |                                        |
| François Viaur       |                               |                |                                        |

## Díjak és jelölések
Cannes-i filmfesztivál
- 1976 Arany Pálma-jelölés

César-díj
- 1977 díj Joseph Losey (legjobb film és legjobb rendező)
- 1977 díj Trauner Sándor (legjobb díszlet)
- 1977 jelölés Alain Delon (legjobb színész)
- 1977 jelölés Gerry Fisher (legjobb operatőr)
- 1977 jelölés Henri Lanoë (legjobb vágás)
- 1977 jelölés Jean Labussière (legjobb hang)